# Ankor Borei och Phnom Da
Den forntida Funan-platsen för Angkor Borei (អង្គរបុរី) och Phnom Da (ភ្នំដា) ligger i distriktet Angkor Borei, i provinsen Takéo, södra Kambodja. Det tidigaste daterade arkeologiska materialet från dessa platser är från grovt räknat 400 f.Kr.. De har de äldsta kända och daterade inskriptionerna av språket khmer men även de tidigaste traditionella khmerskulpturerna. Höjden Phnom Da hyser ett tempel från 1000-talet som ännu står kvar.

## Världsarvsstatus
Platsen sattes upp på Kambodjas lista över förslag till världsarv (tentativa lista) den 1 september 1992.